# Valerio Nasema
Valerio Nasema (Fiyi, 19 de julio de 1972) es un exfutbolista de Fiyi que jugaba en la posición de defensa.

## Carrera

### Club
Jugó toda su carrera con el Ba FC de 1997 a 2007, equipo con el que fue campeón de liga en siete ocasiones, ganó seis ligas interdistritales, 12 copas nacionales y 10 títulos de supercopa.

### Selección nacional
Jugó para Fiyi en trece ocasiones de 1997 a 2002 y anotó tres goles; participó en dos ediciones de la Copa de las Naciones de la OFC.

## Logros
- Liga Nacional de Fútbol de Fiyi (7): 1999, 2001, 2002, 2003, 2004, 2005, 2006
- Copa de Fiyi (6): 1997, 1998, 2004, 2005, 2006, 2007
- Batalla de los Gigantes (6): 1998, 1999, 2000, 2001, 2006, 2007
- Campeonato de Fútbol Interdistrital de Fiyi (6): 1997, 2000, 2003, 2004, 2006, 2007
- Supercopa de Fiyi (10): 1997, 1998, 1999, 2000, 2001, 2002, 2003, 2004, 2005, 2006